# Johann Philipp Mihm

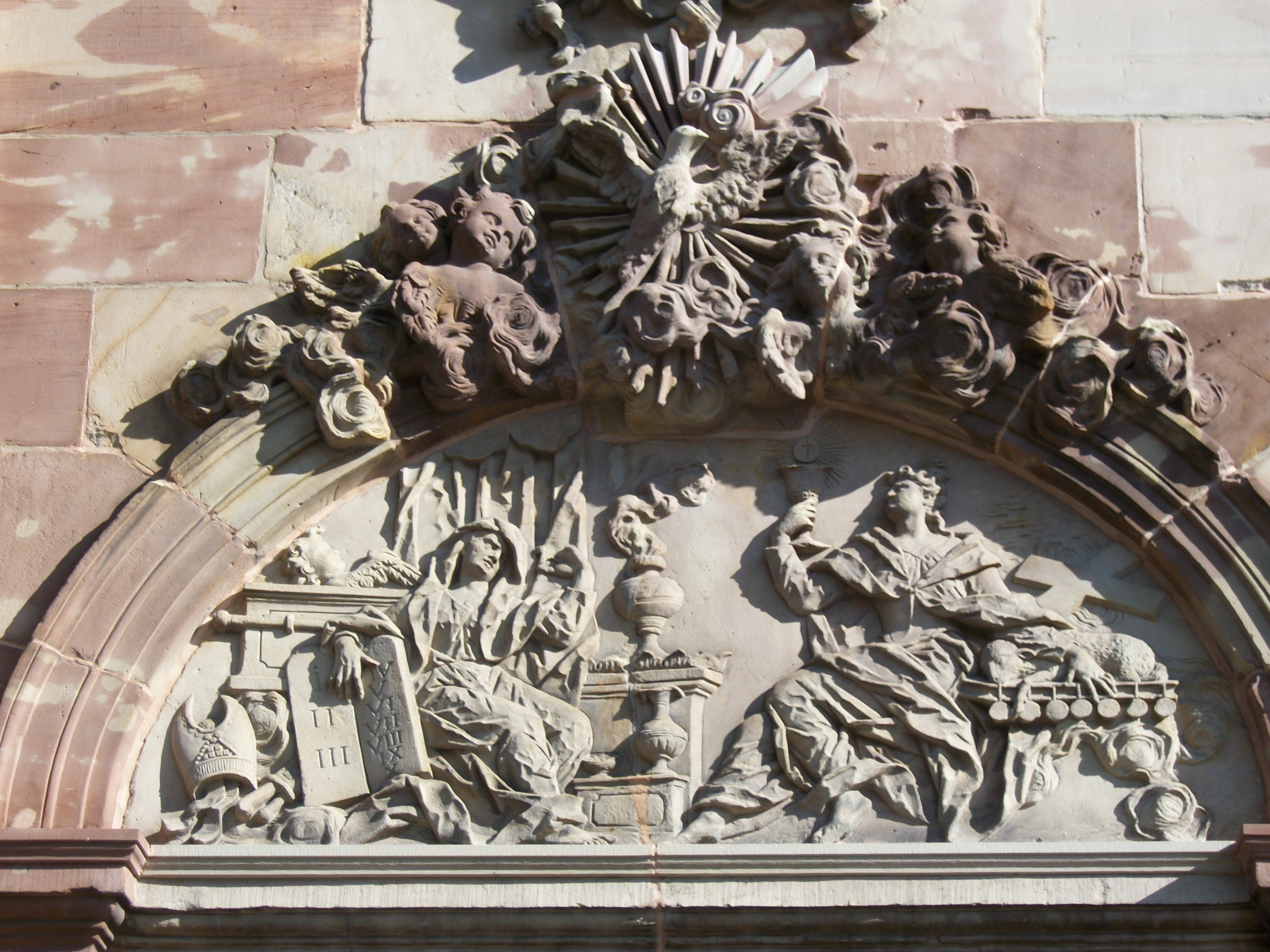
Barockes Tympanon an der Basilika St. Johann in Saarbrücken

Johann Philipp Mihm (* um 1710 vermutl. in Fulda, aus Geisa; † nach 1774) war von 1745 bis 1750 Hofbildhauer in Kirchheimbolanden. Ab 1750 wirkte er vor allem in Saarbrücken unter dem Barockbaumeister Friedrich Joachim Stengel.

## Leben
Über Mihms frühes Leben ist nichts bekannt. Am 1. Oktober 1745 wurde Mihm zum nassauischen Hofbildhauer und Stuckateur in Kirchheimbolanden ernannt. Er gestaltete dort das Grottenwerk im Landschaftsgarten von Schloss Kirchheimbolanden. Ab 1750 wirkte er vor allem in Saarbrücken. 1754 arbeitete er an der Basilika St. Johann und erschuf unter anderem ein barockes Tympanon über dem Portal, das zwei Frauen als Symbole für Ecclesia und Synagoge zeigt. Zwischen 1759 und 1760 erarbeitete er das Dekor für den St. Johanner Marktbrunnen, 1762 arbeitete er am Bau der reformierten Kirche in Saarbrücken. 1772 erschuf er das Grabdenkmal für Fürst Wilhelm Heinrich in der Schlosskirche Saarbrücken. 1773 erhielt er den Auftrag, die von Carlo Luca Pozzi geschaffenen zehn Karyatiden der Ludwigskirche in Saarbrücken um zwei weitere zu ergänzen, im darauffolgenden Jahr erstellte er mehrere Hermen und zwei Wappenembleme an der Nord- und Südseite der Kirche. Um 1790 arbeitete er auf Schloss Ludwigsberg in Saarbrücken an kleineren Bildhauerarbeiten und einigen Reparaturen.
Ihm und seiner Ehefrau wurden zwei Kinder in Kirchheimbolanden geboren, neun weitere ab 1750 in Saarbrücken. Am 2. März 1796 verstarb in Saarbrücken seine Ehefrau; danach verliert sich seine Spur.